# Чонкадзе, Даниел Георгиевич
Даниел Георгиевич Чонкадзе (груз. დანიელ გიორგის ძე ჭონქაძე Даниэл Гиоргис дзе Чонкадзе; 18 марта 1830, д. Квавили, Душетский муниципалитет — 16 июля 1860, Тбилиси) — грузинский писатель.

## Биография
Даниел Георгиевич Чонкадзе, первый грузинский писатель-разночинец, родился в 1830 году в селении Квавили (Душетского района). Его отец, выходец из крестьян, был священником. 
В 1839 году Даниела Чонкадзе определили во Владикавказское духовное училище, затем он перешёл в Тифлисскую духовную семинарию и окончил её в 1851 году. Живя среди осетинского населения Северного Кавказа, Даниел Чонкадзе с детства свободно владел осетинским языком. Знание осетинского языка пригодились Чонкадзе: по окончании семинарии в 1851 году он получил место преподавателя осетинского языка в Ставропольской духовной семинарии, а спустя четыре года перевелся в Тифлисскую духовную семинарию, где он также преподавал осетинский язык. Одновременно он служил в духовном ведомстве, в Синодальной конторе. Здесь он главным образом занимался переводами: переводил на осетинский язык церковные книги. Чонкадзе составил русско-осетинский словарь, и до настоящего времени не потерявший своего значения. 

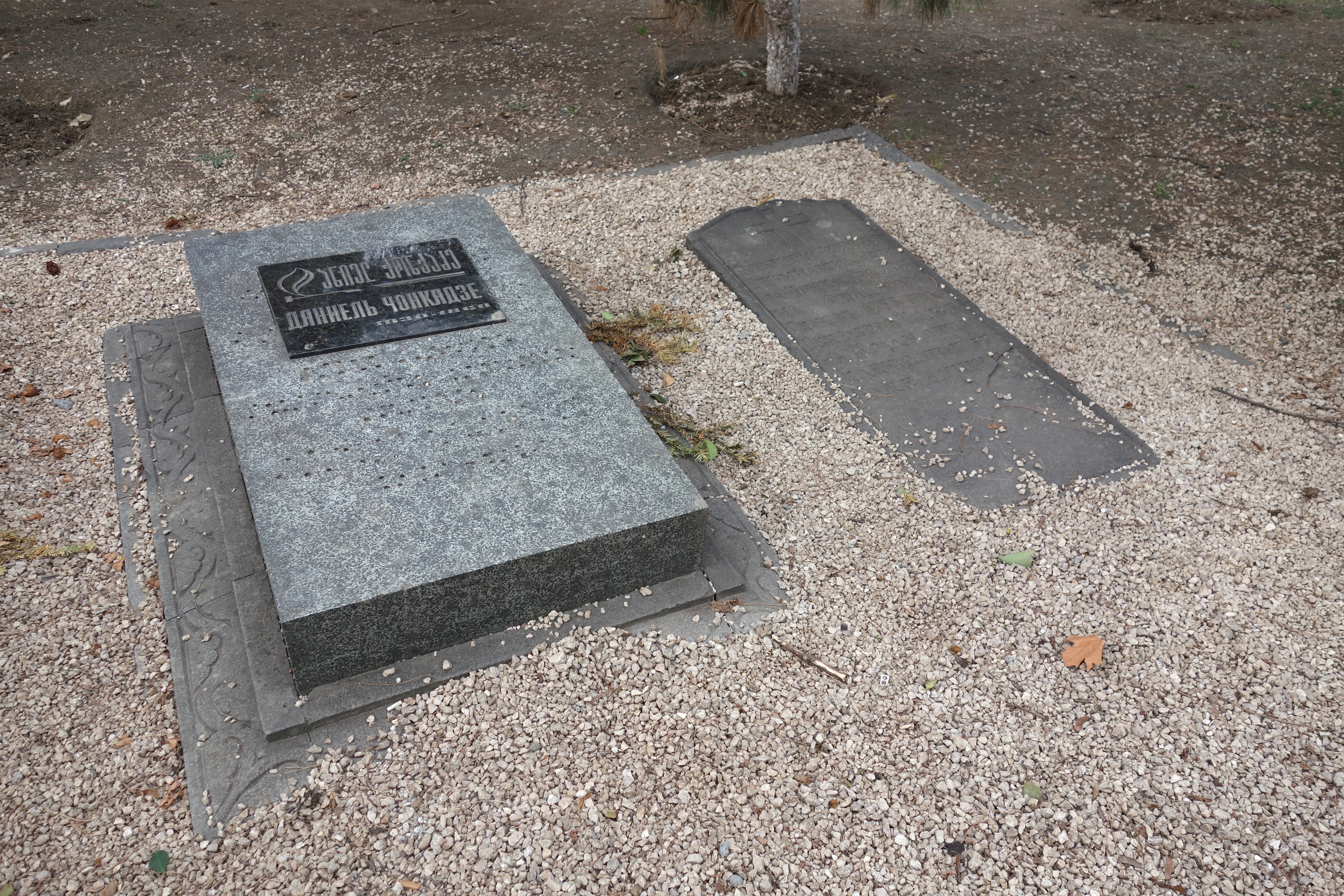
Могила Чонкадзе

Тяжёлые условия жизни надломили здоровье Чонкадзе, он заболел туберкулёзом и умер в тридцатилетнем возрасте, в 1860 году.
Похоронен на старом Верийском кладбище.

## Творчество
Даниел Чонкадзе известен как автор одной повести «Сурамская крепость». Эта повесть впервые была опубликована в журнале «Цискари» («Рассвет»), в 1858 году. Появление этой повести, открыто обличавшей крепостнические порядки, вызвало негодование в кругах дворян-крепостников. Они начали преследовать и травить автора, — в том же журнале «Цискари» были помещены статьи, в которых автора обвиняли в клевете и пытались опровергнуть его утверждение о нестерпимой жестокости крепостного режима. Однако ни преследования, ни прямая клевета не смогли помешать популярности «Сурамской крепости» — грузинский читатель полюбил эту книгу. Нашлись сторонники автора и в литературной среде. В журнале «Цискари» Акакий Церетели, тогда ещё молодой поэт, опубликовал восторженное стихотворение Даниелу Чонкадзе, в котором он воспел его как смелого борца против социальной несправедливости.

## Память

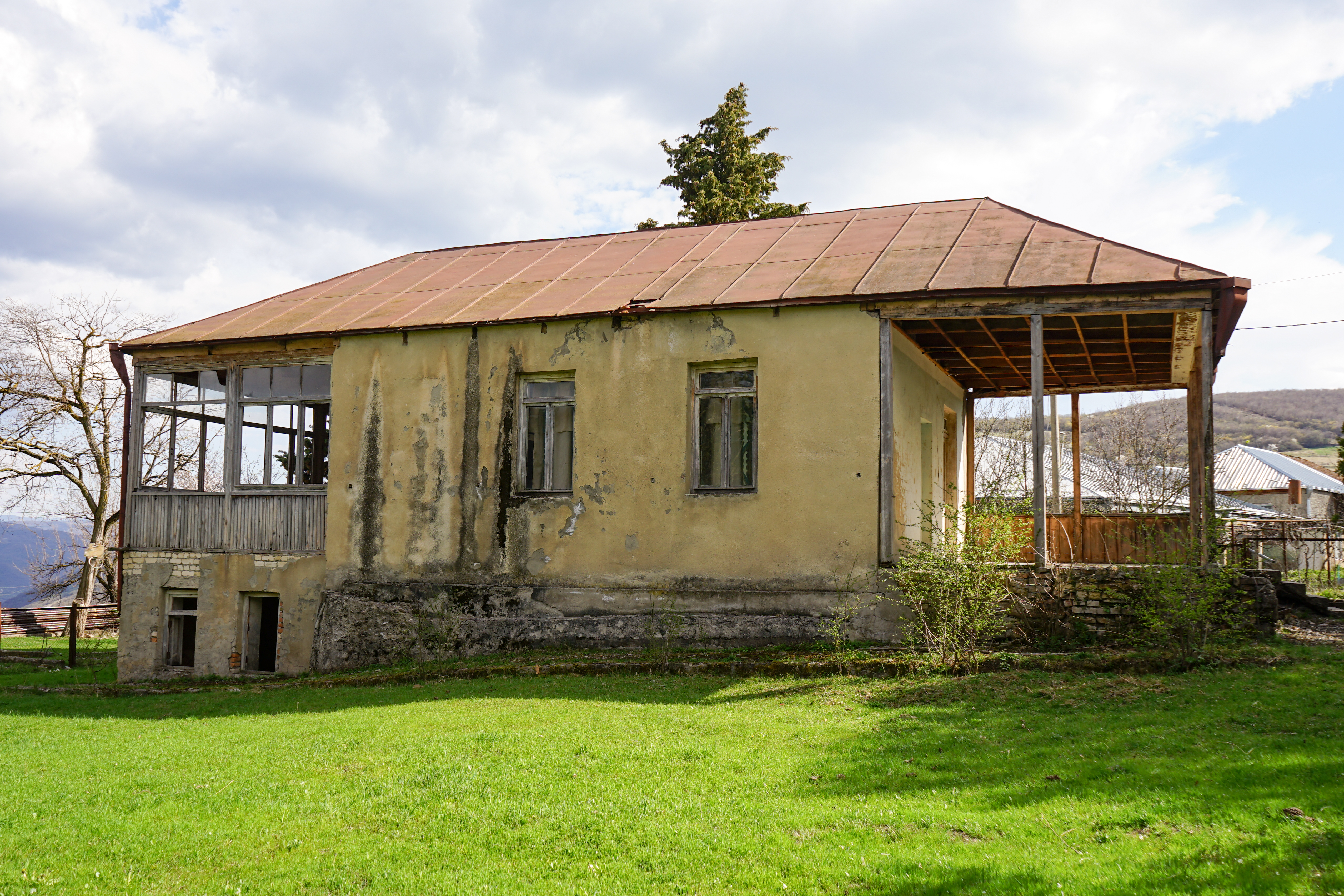
Дом-музей Даниеля Чонкадзе

Именем Чонкадзе названа улица в Тбилиси.
На родине писателя в деревне Квавили открыт Дом-музей Даниеля Чонкадзе.